# 何维忠
何维忠（1903年—1981年），中国人民解放军将领、中国人民解放军开国少将。
曾任中国人民解放军总财务部第三副部长。1955年，授予中国人民解放军少将。